# Wapen van Nuenen en Gerwen

Wapen van Nuenen en Gerwen

Het wapen van Nuenen en Gerwen werd op 16 juli 1817 bij besluit van de Hoge Raad van Adel aan de toenmalige Noord-Brabantse gemeente Nuenen en Gerwen bevestigd. Op 1 januari 1821 werd Nederwetten deel van de gemeente, die haar naam wijzigde in Nuenen, Gerwen en Nederwetten. De nieuwe gemeente gebruikte tot 1998 het wapen van Nuenen en Gerwen. In het nieuwe Wapen van Nuenen, Gerwen en Nederwetten keerde het oude wapen van Nuenen en Gerwen terug in de oorspronkelijke kleuren, met de sterren uit het wapen van Nederwetten in het schildhoofd.

## Blazoenering
De blazoenering bij het wapen luidt als volgt:
Van lazuur, beladen met een kruis van goud, gekantonneerd in het eerste en vierde deel met een klimmende leeuw en in het tweede en derde met eene opene roos, alles van goud.
De heraldische kleuren zijn lazuur (blauw) en goud (geel). Dit zijn de rijkskleuren. In het register is geen beschrijving opgenomen, deze is later toegevoegd.

## Geschiedenis
Het wapen is gelijk aan dat de vroegere heerlijkheid Nuenen-Gerwen, waarin de dorpen Nuenen, Gerwen en Op- en Nederwetten vroeger lagen. Dat wapen zelf is weer afgeleid van dat van hertog Jan van Brabant. De rozen uit het wapen stammen uit het familiewapen van Dirk van Altena, die in de 13e eeuw leefde en Nuenen-Gerwen in leen had gekregen van een van de graven van Duras en Loon. Deze Dirk van Altena stierf kinderloos en Hertog Jan van Brabant erfde al zijn gebieden, waaronder de heerlijkheid Nuenen-Gerwen. Hertog Jan van Brabant voegde toen de rozen aan zijn eigen familiewapen  toe, waarmee het gemeentewapen van Nuenen/Gerwen ontstond. Het heerlijkheidswapen was tot in de negentiende eeuw in gebruik. Omdat de gemeente Nuenen en Gerwen bij de aanvraag van het wapen in 1815 geen kleuren had gespecificeerd werd het wapen in rijkskleuren toegekend. In 1821 werd Nederwetten aan de gemeente toegevoegd, wat aanvankelijk geen gevolgen had voor het wapen. In 1998 werd het wapen alsnog gewijzigd.

## Verwante wapens

Wapen van Jan III van Brabant
Het wapen van Nuenen, Gerwen en Nederwetten

Aalburg
· Aalst
· Aarle-Rixtel
· Alem 
· Alem, Maren en Kessel
· Almkerk
· Alphen en Riel
· Andel
· Baardwijk
· Bakel en Milheeze
· Beek en Donk
· Beers
· Berghem
· Berkel-Enschot
· Berlicum
· Besoyen
· Beugen en Rijkevoort
· Bladel en Netersel
· Bokhoven
· Borkel en Schaft
· Boxmeer
· Budel
· Capelle
· Chaam
· Cromvoirt
· Cuijk
· Cuijk en Sint Agatha
· De Werken en Sleeuwijk
· Den Dungen
· Deurne en Liessel
· Dieden, Demen en Langel
· Diessen
· Dinteloord (en Prinsenland)
· Dinther
· Dommelen
· Drongelen, Haagoort, Gansoijen en Doeveren
· Drunen
· Duizel en Steensel
· Dussen
· Eersel
· Eethen
· Emmikhoven en Waardhuizen
· Empel en Meerwijk
· Engelen
· Erp
· Esch
· Escharen
· Fijnaart en Heijningen
· Gassel
· Geffen
· Geldrop
· Gemert
· Genderen
· Gestel en Blaarthem
· Giessen
· Ginneken en Bavel
· Grave
· 's Gravenmoer
· Haaren 
· Halsteren
· Haps
· Haren en Macharen
· Hedikhuizen
· Heesch
· Heeswijk
· Heeswijk-Dinther
· Heeze
· Helvoirt
· Herpt
· Hoeven
· Hooge en Lage Mierde
· Hooge en Lage Zwaluwe
· Hoogeloon, Hapert en Casteren
· Huijbergen
· Kessel
· Klundert
· Landerd
· Leende
· Liempde
· Lierop
· Lieshout
· Linden
· Lith
· Luyksgestel
· Maarheeze
· Maasdonk
· Maashees en Overloon
· Made en Drimmelen
· Maren
· Meeuwen
· Megen, Haren en Macharen
· Mierlo
· Mill en Sint Hubert
· Moergestel
· Nederwetten en Eckart
· Nieuw-Ginneken
· Nieuw-Vossemeer
· Nieuwkuijk
· Nistelrode
· Nuenen en Gerwen
· Nuland
· Oeffelt
· Oerle
· Oijen en Teeffelen
· Oost-, West- en Middelbeers
· Oploo, Sint Anthonis en Ledeacker
· Ossendrecht
· Oud en Nieuw Gastel
· Oudenbosch
· Oudheusden
· Princenhage
· Prinsenbeek
· Putte
· Raamsdonk
· Ravenstein
· Reek
· Reusel
· Riethoven
· Rijsbergen
· Rijswijk
· Roosendaal en Nispen
· Rosmalen
· Sambeek
· Schaijk
· Schijndel
· Sint Anthonis
· Sint-Michielsgestel
· Sint-Oedenrode
· Soerendonk, Sterksel en Gastel
· Sprang
· Sprang-Capelle
· Standdaarbuiten
· Stiphout
· Stratum
· Strijp
· Terheijden
· Teteringen
· Tongelre
· Uden
· Udenhout
· Veen
· Veghel
· Veldhoven en Meerveldhoven
· Velp
· Vessem, Wintelre en Knegsel
· Vierlingsbeek
· Vlierden
· Vlijmen
· Vrijhoeve-Capelle
· Wanroij
· Waspik
· Werkendam
· Westerhoven
· Wijk en Aalburg
· Willemstad
· Woensel (en Eckart)
· Woudrichem
· Wouw
· Zeeland
· Zesgehuchten
· Zevenbergen